# Leśmian (film)
Leśmian – polski, telewizyjny film biograficzny z 1990 r. w reżyserii Leszka Barona, z Piotrem Bajorem w roli głównej (tytułowej).

## Fabuła
Opowieść o życiu poety Bolesława Leśmiana oparta na materiałach faktograficznych, wspomnieniach rodziny i znajomych. Jej głównym wątkiem jest związek poety z lekarką Teodorą "Dorą" Lebenthal, od momentu ich poznania się w wakacje 1917 r..

## Obsada
- Piotr Bajor – Bolesław Leśmian
- Iwona Katarzyna Pawlak – Dora Lebenthal
- Bogusz Bilewski – Franc Fiszer
- Grażyna Walasek – Celina Sunderlandówna, kuzynka Leśmiana, przyjaciółka Dory
- Małgorzata Paruzel – Zofia Chylińska-Lesman, żona Leśmiana
- Ewa Domańska – Izabela Czajka-Stachowicz, przyjaciółka Leśmiana
- Gustaw Lutkiewicz – Jakub Mortkowicz
- Włodzimierz Adamski – doktor Jurewicz
- Dariusz Siatkowski – Adamowicz, dependent Leśmiana
- Ewa Gajda – Wanda Lesmanówna, córka Leśmiana
- Ryszard Mróz - Emil Zegadłowicz
- Jacek Pawlak - Jan Brzechwa